# Ornella
Ornella est un prénom féminin italien.

## Variantes
- Féminin : Ornelia[2]
- Masculin : Ornello, Ornelio[2]

## Origine

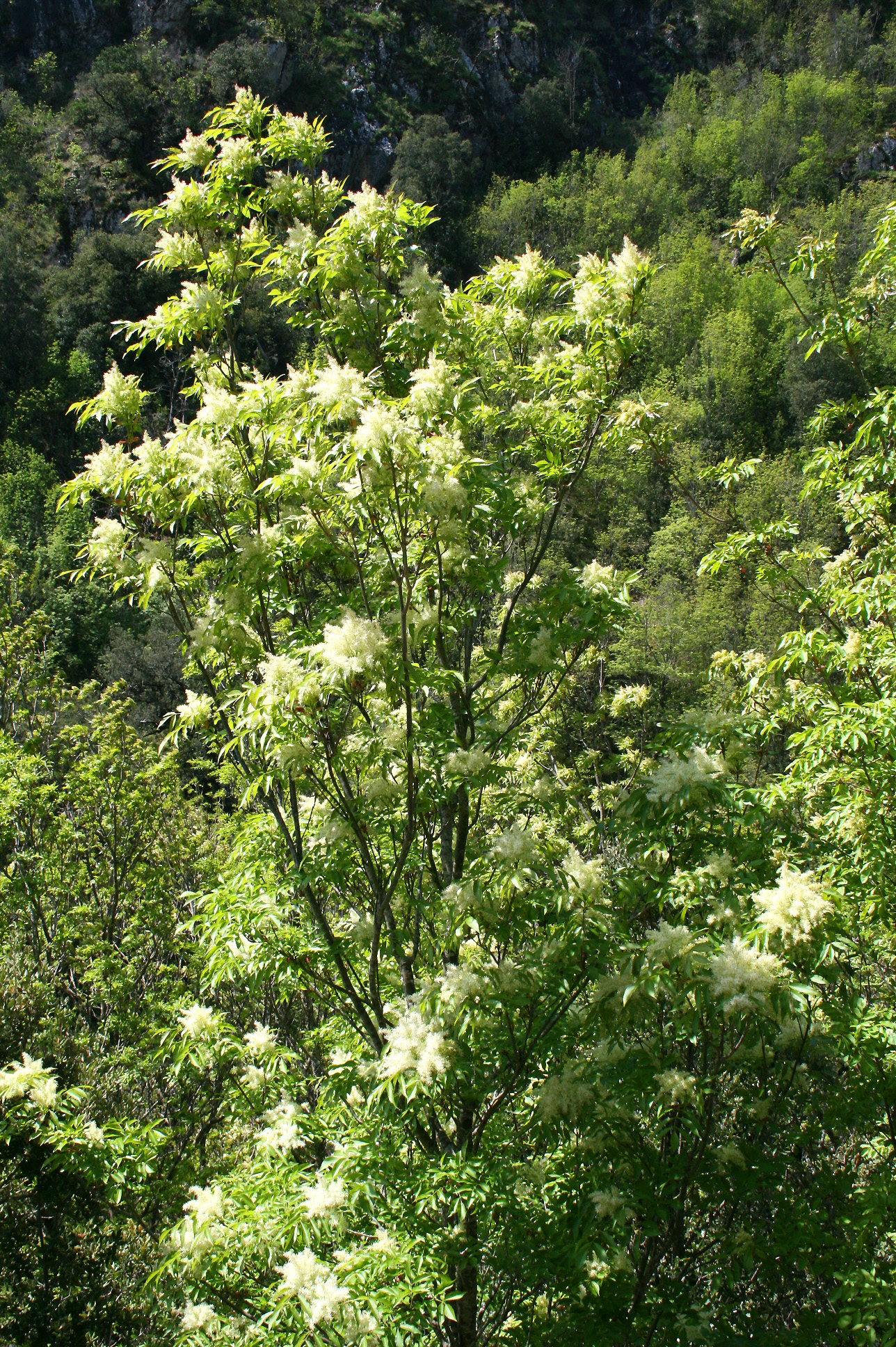
Fraxinus ornus

Ornella est un nom d'origine littéraire, créé pour l'un des personnages de la tragédie La figlia di Iorio (La Fille de Jorio, 1903) de Gabriele D'Annunzio,,. Sans doute, le poète l'a tiré du mot orno (l'orne en français) ou de son diminutif ornello, nom populaire du frêne à fleurs (Fraxinus ornus),. Cet arbre est cultivé pour ses fleurs odorantes, ainsi que pour la récupération de sa résine comestible appelé la frênette, ou cidre de frêne.
Le prénom rappelle donc l'arbre. Certaines sources définissent donc la signification, symboliquement, avec « maigre et flexible », tandis que d'autres proposent « petit frêne ».
Étymologiquement, le mot, orne est d'origine grecque. À partir du mot Ernos, « meunier » lui-même pris de la racine or- « monter, hausser ».

## Personnalités portant ce prénom
- Ornella Barra (1953-), une femme d'affaires monégasque.
- Ornella Ferrara (1968-), une athlète italienne.
- Ornella Muti (1955-), une actrice italienne.
- Ornella Vanoni (1934-), une chanteuse et actrice italienne.
- Ornella Tempesta (XXIe siècle), chanteuse et musicienne française.